# Samuel Zopfi

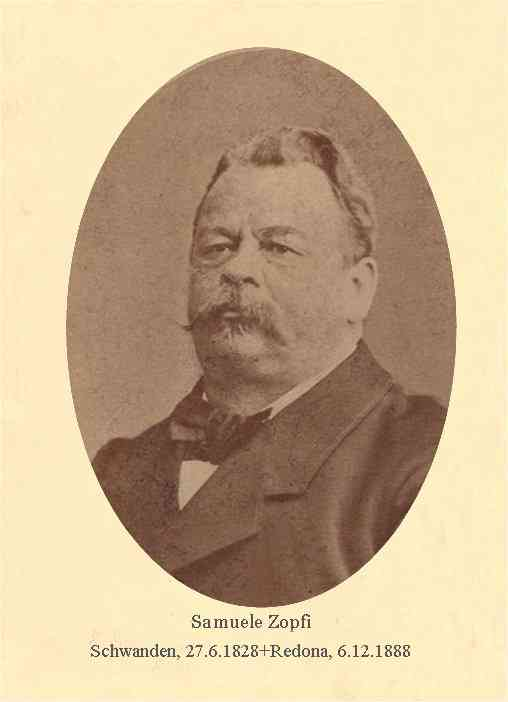
Samuel/Samuele Zopfi

Samuel Zopfi (* 26. Juni 1828 in Schwanden GL; † 26. Dezember 1888 in Redona bei Bergamo) war ein Schweizer Unternehmer in der Lombardei.

## Leben
Samuel Zopfi wuchs in Schwanden als Sohn des Bäckers Samuel Zopfi und seiner Ehefrau Anna Maria, geborene Tschudi, auf. Er lernte Gerber, dann Bäcker bei seinem Bruder Joachim Zopfi.
1847 absolvierte er eine Handelslehre in Lenzburg. Anschliessend führte er einen Laden in Schwanden und eine Tabakfabrik. 1852 heiratete er Margaretha Speich. Ein Jahr nach der Geburt der Tochter Anna Maria (1860) starb die Ehefrau nach einer weiteren Geburt.
Als Witwer heiratete Samuel Zopfi 1862 Elsbeth Menzi. Von ihren drei Söhnen überlebte nur Alfredo (1864–1924). 1877 heiratete er in Italien Rosina Maria Graf. Von ihr stammten die Kinder Samuele Zopfi (1879–1909) und Rosina Zopfi (1881–1930).
1867 errichtete er eine Getreidemühle in Redona bei Bergamo, die Zopfi e C. Industria Macinazione grani con molino a sistema americano. Nach seinem Tod übernahm sein Schwiegersohn Giacomo Trumpy, Ehemann der Tochter Anna Maria, das Unternehmen. Zopfi wurde auf dem evangelischen Friedhof von Bergamo bestattet.